# Álvaro Colom Caballeros
Álvaro Colom Caballeros (Quetzaltenango, 15 giugno 1951 – Città del Guatemala, 23 gennaio 2023) è stato un politico guatemalteco, presidente del Guatemala per il periodo 2008-2012 e leader dei social-democratici del partito politico Unità Nazionale della Speranza (UNE).